# Shonen-ji
Le Shonen-ji (正念寺, « Temple du nembutsu correct ») est un temple  Jōdo Shinshū du Bouddhisme de la Terre Pure. Il se trouve à Takachiho, préfecture de Miyazaki dans le Kyūshū, la plus méridionale île principale du Japon.

## Histoire
Le complexe du temple Shonen-ji est situé au pied de la montagne Genbuzan (玄武山), à environ 12 km du centre de Takachiho. Il y est fondé en 1578 par Tanio Yoshimura à la suite de la destruction du Genbu-jo, le château du clan Yoshimura. Genbu-jo est incendié et les principaux membres de la famille Yoshimura tués lorsque le daimyo chrétien Ōtomo Sōrin envahit la région en provenance de la province de Bungo au nord. Selon les registres du temple, Tanio Yoshimura connaît une révélation à la suite de la perte du château, puis lui et ses successeurs se consacrent à la vie religieuse en expiation des nombreux morts qui ont eu lieu. 
Conformément à la tradition Jōdo Shinshū, la position de prêtre en chef du Shonen-ji est héréditaire par le fils aîné. L'actuel prêtre chef, Junsho Yoshimura (né en 1958), est le représentant de la dix-septième génération de sa famille à servir au Shonen-ji. Le Shonen-ji est unique (juin 2011) parmi les temples japonais en ce que l'épouse anglaise du prêtre en chef est elle-même une kiyoshi ordonnée (curé-doyen),,.
En mai 2006, le Shonen-ji établit un temple branche dans la section Kishinoue du centre de Takachiho. Le Kaikan Kishinoue (voir image ci-dessous) comprend une salle de réunion, un mausolée et une école anglaise.

## Principaux bâtiments

### Takachiho-cho
- Un shōrō-mon (鐘楼門, porte de beffroi?) se tient à l'entrée principale du temple. Une nouvelle cloche a été installée en 1978 pour marquer le 400e anniversaire de la fondation du Shonen-ji. La tour elle-même a été reconstruite en 1986 en 3x2 ken (baies).
- Le hon-dō (本堂, bâtiment principal?) du Shonen-ji mesure 7x7 ken (baies). La salle a été détruite par le feu à deux reprises dans son histoire. La structure actuelle date du début du XXe siècle.
- Nokotsu-dō (mausolée) 3x2 ken
- Kaikan (salle de rencontre). Ouvert en décembre 2000.
- Bâtiment de la communauté

### Centre de Takachiho
- Kishinoue Kaikan (temple branche, mausolée et école d'anglais) dans le quartier Kishinoue du centre de Takachiho.

## Galerie d'images

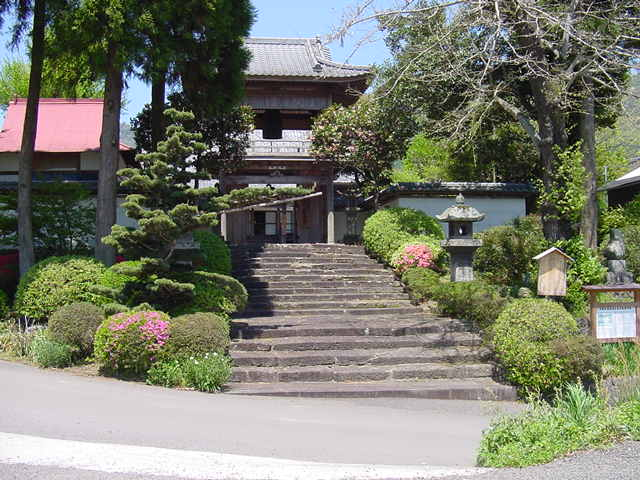
Entrée principale du Shonen-ji
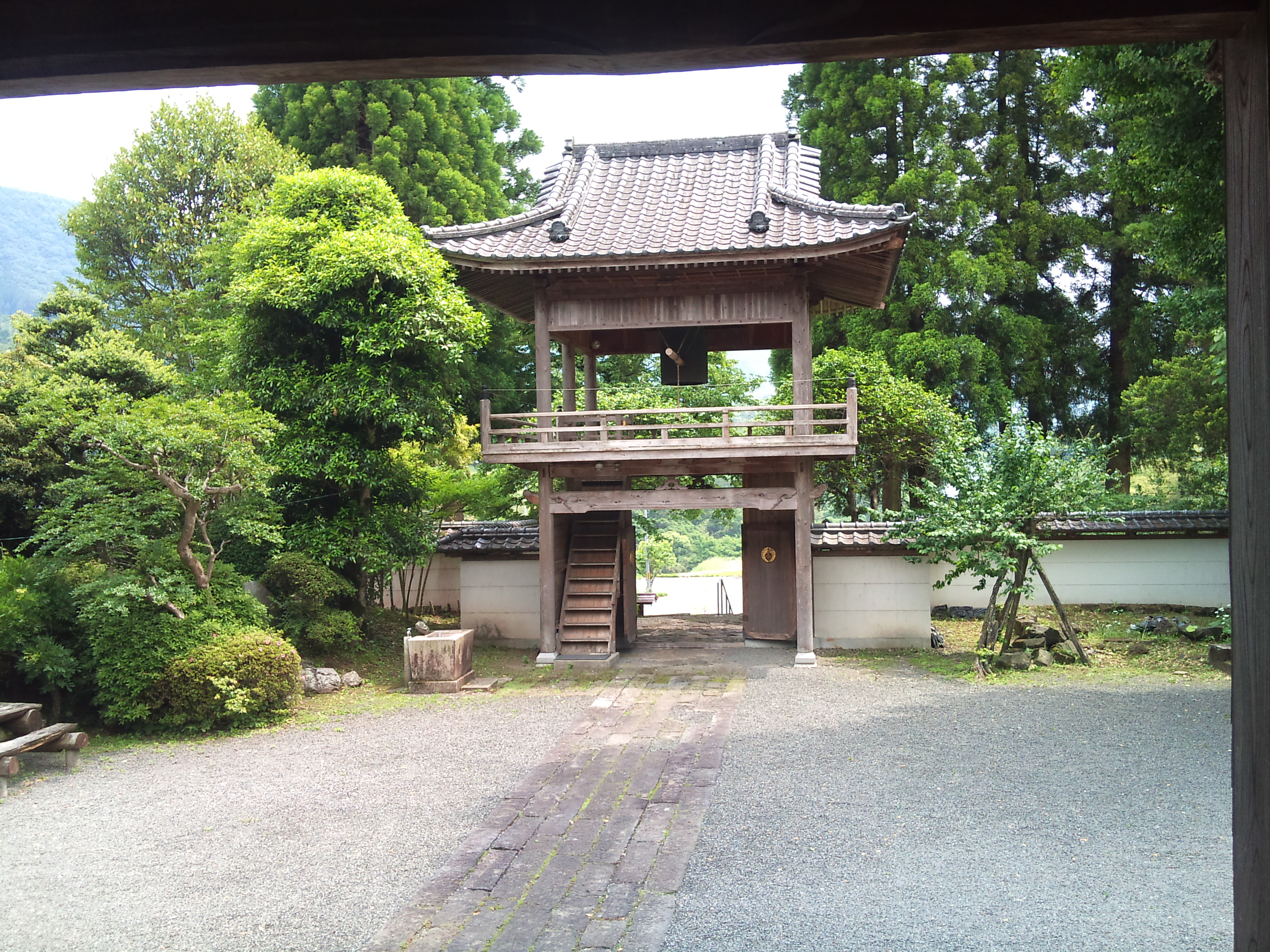
Le shōrō-mon vu de la cour
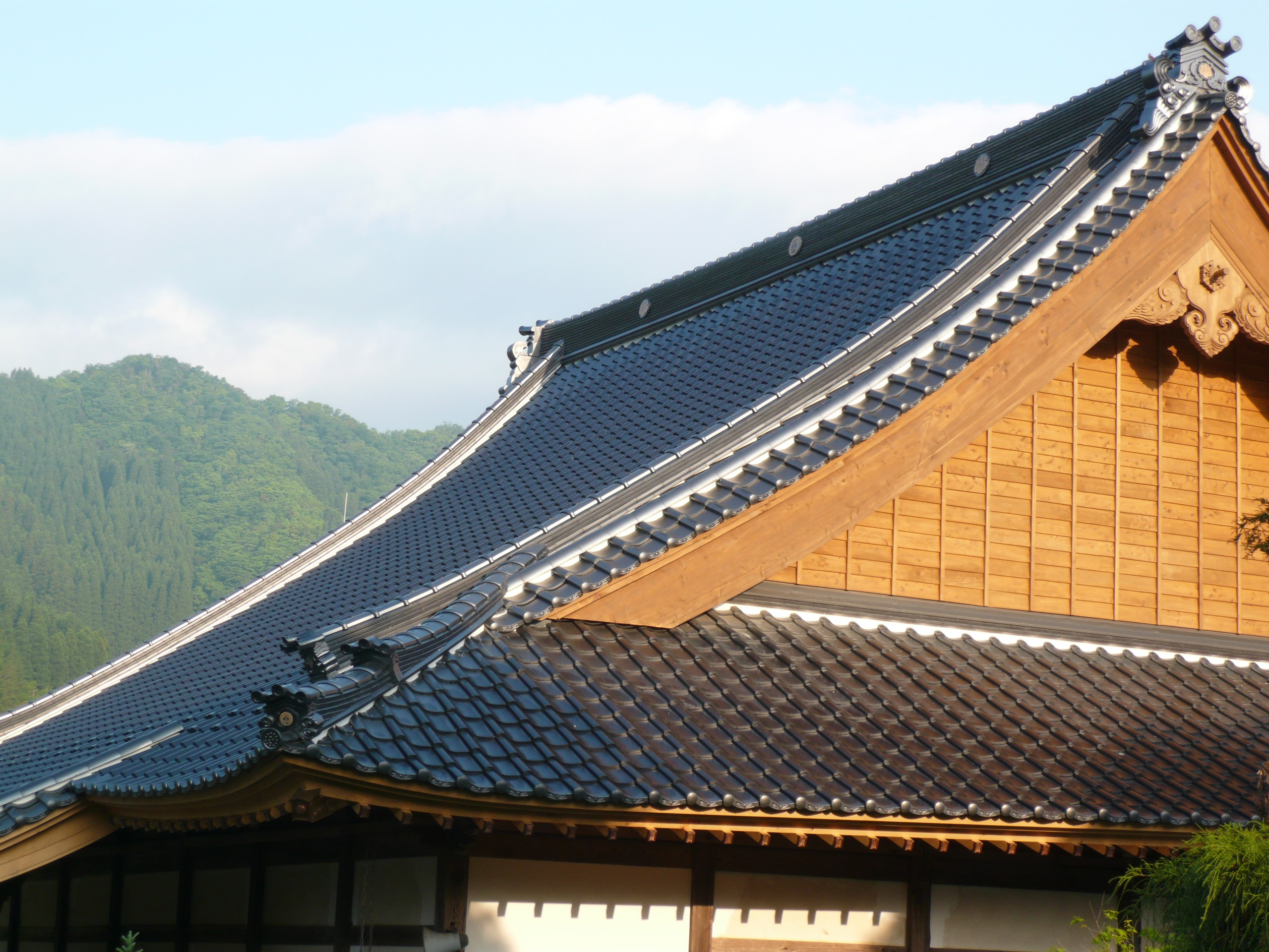
Bâtiment principal (détail du toit)
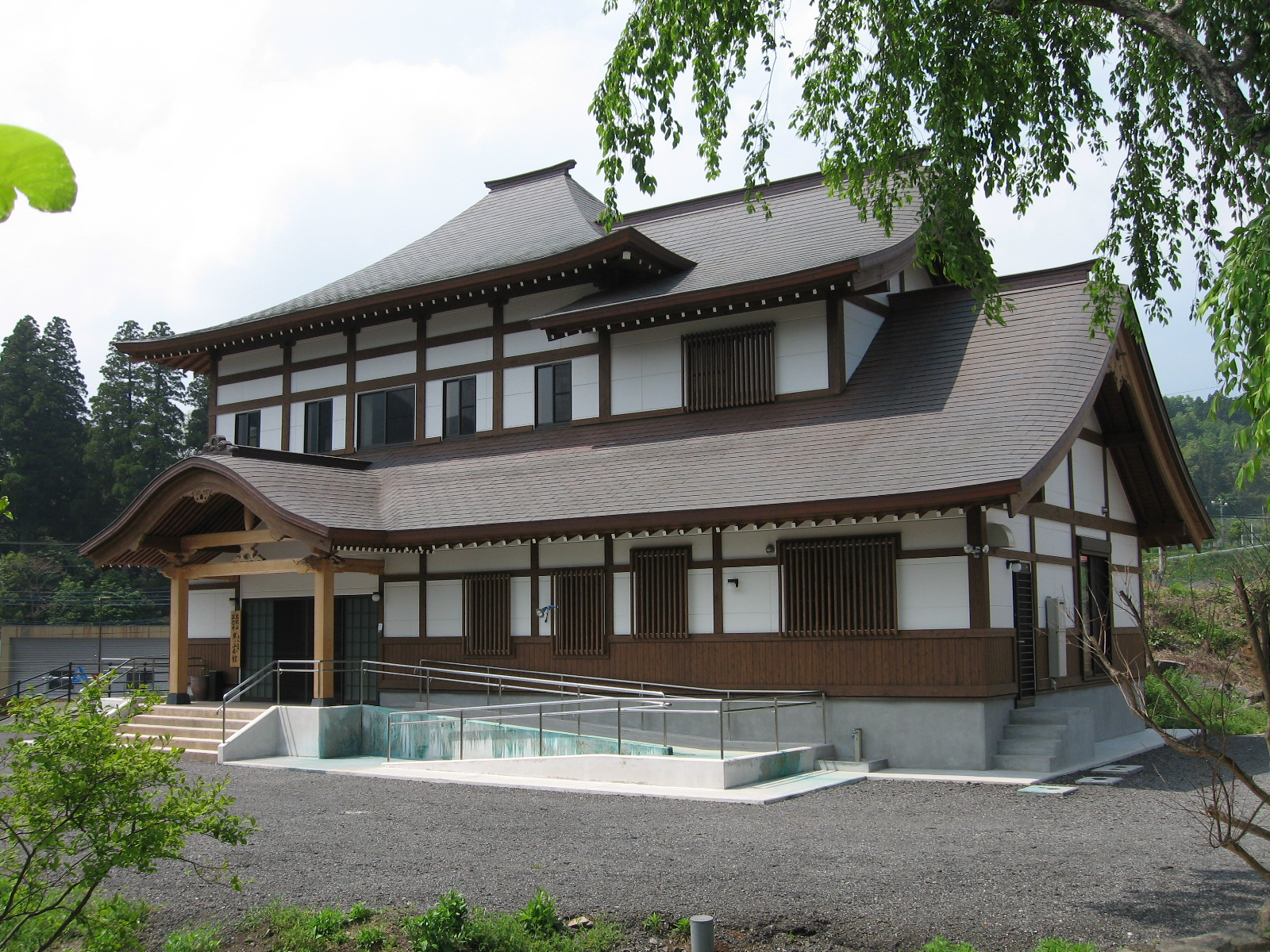
Le Kishinoue Kaikan du Shonen-ji

## Source
Hongwanji International Center, Jodo Shinshu : A Guide, Kyoto, Japan, Hongwanji International Center, 2002, 174 p. (ISBN 4-89416-984-3)